# 祝福!ちゅあしぃ
祝福！ちゅあしぃ（しゅくふく ちゅあしぃ、通称 祝ちゅあ、ちゅあしぃ）は、2022年4月23日に結成された日本の女性アイドルグループ。所属レーベルはコロムビア・マーケティング、所属事務所は有限会社タジマ運輸。

## 概要
元・煌めき☆アンフォレントの西ひよりがプレイングプロデューサーとして、結成したアイドルグループ。
グループ名の由来は、タイ語で四季『สี่ฤดู』✖️中国語で伝説『传奇』＝㊗️祝福！ちゅあしぃ🦄(Shukufuku chuacy)。
コンセプトは「四季」×「ユニコーン」。 「四季折々で違った私たちを楽しめる」、「ユニコーンの角のようにグループ一丸となって頑張りたい」という想いが込められている。「！」は、アーティスト写真にある「ユニコーン」の角をイメージしている。
アイドルグループの立ち上げに関しては、プロデューサーの西ひよりが煌めき☆アンフォレントの卒業後、新型コロナウイルス感染症の流行を言い訳に夢や目標に向けて動けていない状況がもどかしく、「女の子が常に目標を持ち前向きに頑張っていける環境を作りたい」「色んな人を巻き込んで唯一無二の楽しい現場を作って提供したい」という想いにより立ち上げを決断した。西ひよりの実家が運営する運送会社が所属事務所となっており、先にデビューライブを行うライブハウスを決め、メンバー集めやグループ名命名、楽曲製作などが急ピッチで進められた。
グループのデビューと、西ひよりがプロデュースするコンセプトカフェのオープンに向けたクラウドファンディングにおいては、目標金額168%を達成する総額168万3000円の支援を計91人から得た。

## 略歴

### 2022年
- 3月26日 - 西ひよりプロデュースのアイドルグループ『祝福！ちゅあしぃ』の結成を発表。
- 4月6日 - クラウドファンディングをスタート[3]。
- 4月21日 - デビュー前に大須Dt.BLDにてゲリラライブを開催[5]。スケジュールアプリケーションのタイムツリーにて中国語とタイ語の組み合わせで内容を告知していた[6][7]。
- 4月23日 - デビューライブ『祝福！ちゅあしぃのお披露目！ちゅあしぃ』を名古屋ReNY limitedにて開催[1]。
- 5月15日 - クラウドファンディング目標金額168%を達成する総額168万3000円の支援を計91人から得る[3]。
- 6月24日 - 大須TOYSにて『千歳夢月！生誕祝福祭』を開催[8]。
- 8月14日 - 『ドラゴン クイーンズ フェスティバル ～竜王アイドル夏祭り2022～ 』に出演。
- 9月19日 - 名古屋レジェンドホールにて『西ひより！生誕祝福祭』を開催[9]。
- 10月23日 - 伏見ライオンシアターにて『デビュー半年記念1stワンマンライブ『半年！ちゅあしぃ』~五人六脚で歩んでこっ(★≧▽^))/☆~』を開催[10]。
- 12月23日 - 日本ご当地アイドル活性協会が選ぶ『2022年下半期アイドルセレクト10』に選出される[11]。

### 2023年
- 1月15日 - 名古屋ReNY limitedにて『タイ不定期公演in名古屋vol.6-月守ゆら生誕SP-』[12]と『タイ不定期公演in名古屋Vol.7-西ひよりデビュー10周年SP-』[13]を開催。
- 1月31日 - 2022年11月18日から体調不良のため活動休止していた千歳夢月が解雇[14]。
- 1月22日 - 梅田Zeelaにて『祝福ツアー大阪公演-月守ゆら生誕祝福祭-』を開催[15]。
- 2月26日 - 四日市CLUB CHAOSにて『祝福ツアー三重公演-三重凱旋公演-』を開催[16]。
- 3月5日 - 大須RAD HALLにて『祝福ツアー名古屋公演Ⅰ-藤山千亜季生誕祝福祭-』を開催[17]。
- 3月21日 - 伏見ライオンシアターにて『祝福ツアー名古屋公演Ⅱ-姫翠桃菜生誕祝福祭-』を開催[18]。
- 4月23日 - 大須Y-CITY HALにて『#ちゅあしぃの祝福ツアー ファイナル！1周年祝福祭！』を開催[19]。研修生として『七瀬まりな』が加入。
- 5月30日 - 研修生「七瀬まりな」本人より活動辞退の申し出を受け活動を終了[20]。
- 6月4日 - タイにて『Syukufuku Chuacy One man Live "We are Japanese Thai idol"』を開催[21]。
- 6月24日 - 四日市CLUB CHAOSにて藤山千亜季ソロワンマンライブ『NEW WORLD-色褪せない想い-』を開催[22]。
- 8月6日 - 若宮広場にて『ちゅあしぃの愛タイfes！in 若宮広場』を開催[23]。
- 8月16日 - 月守ゆらが体調不良のため活動休止[24][25][26][27]。
- 9月19日 - 名古屋ReNY limitedにて『Maipenrai Idol Fes vol.6！ 西ひよりおめぴよFES!!』を開催[28]。
- 10月14日 - 期間限定サポートメンバーとして『ワクワク童貞さとも』が加入[29]。
- 12月1日 - 体調不良のため活動休止中が月守ゆらが12月以降は本人の体調及び医師と相談し出演可能なライブのみ出演する旨を発表[30]。
- 12月31日 - 期間限定サポートメンバーとして『ワクワク童貞さとも』の期間終了[31]。

### 2024年
- 1月21日 - タイにて『🍉Chuacy ONE-MAN in Bangkok "Fuyu no suika Party"🍉』を開催[32]。
- 1月31日 - 西、藤山、姫翠の3人による『ちゅあしぃ△とらいあんぐる』のデビューを発表。
- 1月28日 - 伏見ライオンシアターにて『月守ゆら！生誕祝福祭』を開催[33]。
- 2月29日 - 4月30日をもってグループを解散することを発表[34]。
- 3月3日 - 大須RAD HALLにて『藤山千亜季！生誕祝福祭』を開催。
- 3月20日 - 伏見ライオンカフェにて『姫翠桃菜！生誕祝福祭』を開催。
- 4月30日 - 伏見ライオンシアターにて『最後の！祝福！ちゅあしぃ《ここに集うちゅあ友たちへ》』を開催。同日、祝福！ちゅあしぃを解散。
- 5月7日 - 大須Dt.BLDにて『忘れないよ君がくれた言葉-ちゅあしぃ△とらいあんぐる解散-』を開催。同日、ちゅあしぃ△とらいあんぐるを解散。
- 6月1日 - 四日市CLUB CHAOSにて開催された『西ひよりソロワンマンライブ 「また会えたね！うれぴよフェス」』にて、ちゅあしぃ△とらいあんぐるがゲスト出演。

### 2025年
- 1月20日 - 名古屋ReNY limitedにて開催された『西ひより12周年記念＆引退ライブ ばいぴよフェスfinal』にて、祝福！ちゅあしぃがゲスト出演。

## メンバー

### 最終メンバー
| 名前                       | ニックネーム | 誕生日  | 誕生季節 | メンバーカラー   | 出身地 | 身長    | 血液型 | 備考                                   |
| -------------------------- | ------------ | ------- | -------- | ---------------- | ------ | ------- | ------ | -------------------------------------- |
| 西ひより にし ひより       | ぴよちゃん   | 9月19日 | 秋       | ゴールドイエロー | 愛知県 | 156cm   | A型    | プロデューサー 元煌めき☆アンフォレント |
| 藤山千亜季 ふじやま ちあき | ちあき       | 3月3日  | 春       | プラチナシルバー | 三重県 | 161cm   | AB型   | 元ANDCRAZY BREAK（藤山千亜希）         |
| 月守ゆら つきもり ゆら     | ゆらぽむ     | 1月14日 | 冬       | ピースパープル   | 大阪府 | 156cm   | AB型   |                                        |
| 姫翠桃菜 ひすい ももな     | ももちゃん   | 3月21日 | 春       | シルキーピンク   | 愛知県 | 151.4cm | A型    |                                        |

### 元サポートメンバー
| 名前                                      | 誕生日 | メンバーカラー   | 出身地 | 身長  | 血液型 | 備考 |
| ----------------------------------------- | ------ | ---------------- | ------ | ----- | ------ | ---- |
| ワクワク童貞さとも わくわくどうていさとも |        | サファイアブルー |        | 161cm |        |      |

### 元メンバー
| 名前                 | ニックネーム | 誕生日  | 誕生季節 | メンバーカラー | 出身地 | 身長  | 血液型 | 備考                                                               |
| -------------------- | ------------ | ------- | -------- | -------------- | ------ | ----- | ------ | ------------------------------------------------------------------ |
| 千歳夢月 ちとせ るな | るなちゃん   | 6月24日 | 夏       | パールブルー   | 愛知県 | 158cm | A型    | 元écume -えきゅーむ-（西がプロデュースしていた期間限定のグループ） |

### 元研修生
| 名前                     | 誕生日  | 出身地 | 血液型 | 備考 |
| ------------------------ | ------- | ------ | ------ | --- |
| 七瀬まりな ななせ まりな | 7月28日 | 愛知県 | O型    | 2023年4月23日『#ちゅあしぃの祝福ツアー ファイナル！1周年祝福祭！ #ちゅあしぃの祝福ツアー ファイナル！1周年祝福祭！』にてお披露目 |

## 作品

### オリジナル楽曲
| #  | タイトル                          | 作詞                 | 作曲                     | 編曲                 | 初披露         | 備考 |
| -- | --------------------------------- | -------------------- | ------------------------ | -------------------- | -------------- | --- |
| 0  | 中華！SE                          | -                    | GUCCHO                   | -                    | 2022年4月23日  | |
| 1  | 忠愛に！ちゅあしぃ                | 西ひより, 菊池諒     | すえくん(Color Material) | -                    | 2022年4月23日  | デビュー曲 |
| 2  | dernier！シャボン                 | Yuu Moroi            | セイケンJAPAN            | サキタニタカシ       | 2022年4月23日  | écume -えきゅーむ-楽曲のリメイク                                                                                                  |
| 3  | 突撃！しちゃうの♡＼ファンタジー／ | つきふみ             | セイケンJAPAN            | 佐藤P太郎            | 2022年4月29日  | écume -えきゅーむ-楽曲のリメイク                                                                                                  |
| 4  | 不可避な！エンジェル              | mimimy               | J.K≒3.0                  | J.K≒3.0              | 2022年5月29日  | テーマは恋愛寄りのガチ恋ヲタク。 センターは月守ゆら                                                                               |
| 5  | 泡沫！エモーション                | オオヒラセイジ       | オオヒラセイジ           | -                    | 2022年6月24日  | 西ひよりソロ楽曲のリメイク |
| 6  | 良きかな！タカラブネ              | オオヒラセイジ       | オオヒラセイジ, 西ひより | -                    | 2022年7月30日  | 花魁をイメージした曲 |
| 7  | 恋のワクチン！福反応              | フトメホソシ         | GUCCHO                   | -                    | 2022年8月14日  | |
| 8  | 知っていますか?先輩               | 清野健太郎           | Yuu Moroi                | Daisuke Imachi       | 2022年10月23日 | écume -えきゅーむ-楽曲のリメイク                                                                                                  |
| 9  | ときめき⁑アムール                 | 金川武史(Hubmeizing) | 金川武史(Hubmeizing)     | 金川武史(Hubmeizing) | 2022年10月23日 | 煌めき☆アンフォレントの派生グループ「THANK YOU AND SORRY」楽曲のリメイク                                                          |
| 10 | 田んぼの様子がおかしい            | 西ひより             | 清野健太郎               | 清野健太郎           | 2023年5月2日   | 『新曲お披露目sp！ちゅあしぃの様子がおかしい公演』にてお披露目。 ミュージックビデオも公開                                         |
| 11 | 夏恋locketハナビッ！              |                      |                          |                      | 2023年8月6日   | 『ちゅあしぃの愛タイfes！in 若宮広場』にてお披露目。 読み方は『れてーるろけっとはなびっ！ 』。 écume -えきゅーむ-楽曲のリメイク。 |
| 12 | 羽舞うオルゴール                  |                      |                          |                      | 2024年3月31日  | 『Maipenrai Idol FesVol.16 Supported by カラオケまねきねこ』にて初披露                                                            |

### 公式カバー楽曲
| # | タイトル                 | 本家                  | 初披露        | 備考                                                             |
| - | ------------------------ | --------------------- | ------------- | ---------------------------------------------------------------- |
| 1 | エスプレッソ             | Siam☆Dream            | 2022年5月6日  | 日本語ver.公式カバー                                             |
| 2 | 恋のCue!Cue!キューピッド | Chou2Precede          | 2022年9月24日 | カフェレボ‼︎〜声出しヲタク強化レッスンライブ〜にて初披露          |
| 3 | 奇跡≒スターチューン      | 煌めき☆アンフォレント | 2023年1月22日 | 祝福！ちゅあしぃ祝福ツアー大阪公演-月守ゆら生誕祝福祭-にて初披露 |
| 4 | 永遠△グラヴィティ        | 煌めき☆アンフォレント | 2023年2月26日 | 祝福！ちゅあしぃ祝福ツアー三重公演-三重凱旋公演-にて初披露       |

### コンピレーションアルバム
| #                          | リリース日                 | タイトル                    | 規格品番                   | 収録楽曲                   | 備考                                                               |
| コロムビア・マーケティング | コロムビア・マーケティング | コロムビア・マーケティング  | コロムビア・マーケティング | コロムビア・マーケティング | コロムビア・マーケティング                                         |
| -------------------------- | -------------------------- | --------------------------- | -------------------------- | -------------------------- | ------------------------------------------------------------------ |
| 1st                        | 2022年6月22日              | IDOL VILLAGE VOL.3 ～2022～ | QACW-1052                  | 忠愛に！ちゅあしぃ         | アイドルフォトマガジン「IDOLE VILLAGE」 のコンピレーションCD 第3弾 |

### 配信アルバム
| #                  | 発売日             | タイトル             | 収録楽曲                                                                                      | 備考                                                      |
| Cafe au records(♭) | Cafe au records(♭) | Cafe au records(♭)   | Cafe au records(♭)                                                                            | Cafe au records(♭)                                        |
| ------------------ | ------------------ | -------------------- | --------------------------------------------------------------------------------------------- | --------------------------------------------------------- |
| 1st                | 2022年9月19日      | 忠愛に！ちゅあしぃ   | 1. 中華！SE 2. 忠愛に！ちゅあしぃ 3. dernier！シャボン 4. 突撃！しちゃうの♡＼ファンタジー／   | 1stワンマンライブに向けたチケット販売企画にてサブスク配信 |
| 2nd                | 2022年10月22日     | 不可避な！エンジェル | 1. 不可避な！エンジェル 2. 泡沫！エモーション 3. 良きかな！タカラブネ 4. 恋のワクチン！福反応 | 1stワンマンライブに向けたチケット販売企画にてサブスク配信 |

### 配信シングル
| #                  | 発売日             | タイトル               | 収録楽曲                  | 備考                                                               |
| Cafe au records(♭) | Cafe au records(♭) | Cafe au records(♭)     | Cafe au records(♭)        | Cafe au records(♭)                                                 |
| ------------------ | ------------------ | ---------------------- | ------------------------- | ------------------------------------------------------------------ |
| 1st                | 2023年5月3日       | 田んぼの様子がおかしい | 1. 田んぼの様子がおかしい | 『新曲お披露目sp！ちゅあしぃの様子がおかしい公演』の翌日に配信開始 |

### ミュージックビデオ
| #   | タイトル               | 公開日       |
| --- | ---------------------- | ------------ |
| 1st | 田んぼの様子がおかしい | 2023年5月3日 |

### 公式
- 祝福！ちゅあしぃ㊗️🦄 (@syukuchua_info) - X（旧Twitter）
- 祝福！ちゅあしぃ㊗️🦄 (@syukuchuainfo) - TikTok
- “祝福！ちゅあしぃ㊗️🦄イベント情報”. TimeTree. 2022年8月29日閲覧。

### 西ひより
- 西ひより (@hiyori_chuacy) - X（旧Twitter）
- 西ひより (@nishi_hiyori) - TikTok
- 西ひより (@nishi_hiyori) - Instagram
- 西ひより (hiyori.chuacy) - Facebook

### 藤山千亜季
- 藤山千亜季 (@chiaki_chuacy) - X（旧Twitter）
- 藤山千亜季 (@chiaki_chuacy) - TikTok
- 藤山千亜季 (@chiaki_chuacy) - Instagram

### 月守ゆら
- 月守ゆら (@yura_chuacy) - X（旧Twitter）
- 月守ゆら (@pompomyurapom) - TikTok
- 月守ゆら (@yura_chuacy) - Instagram

### 姫翠桃菜
- 姫翠桃菜 (@momona_chuacy) - X（旧Twitter）
- 姫翠桃菜 (@mobu._.momona) - TikTok
- 姫翠桃菜 (@momona_chuacy) - Instagram